# Карбонат кальцію
Карбона́т ка́льцію — найважливіша і найпоширеніша сполука кальцію. Хімічна формула СаСО3. В природі він зустрічається у вигляді кількох різновидів: вапняк, крейда, мармур, кальцит, арагоніт. У харчовій промисловості зареєстрований як харчова добавка Е170, та використовується як поверхневий барвник.

## Властивості
Усі різновидності карбонату кальцію, крім гідрокарбонату Са(НСО3)2, нерозчинні у воді. Однак гідрокарбонат кальцію є речовиною нестійкою. При тривалому перебуванні на повітрі, а також при кип'ятінні його розчину Са(НСО3)2 розкладається з виділенням вуглекислого газу, утворенням води та середньої солі:
Са(НСО3)2 = СаСО3 + Н2О + СО2
У природних умовах гідрокарбонат кальцію утворюється при взаємодії розчиненого в природній воді вуглекислого газу з вапняками:
СаСО3 + Н2О + СО2 = Са(НСО3)2
Завдяки цій реакції і розчинності гідрокарбонату у воді відбувається постійне переміщення карбонатів у природі. Просочуючись крізь ґрунт і шари вапняку, природні води, які завжди містять у собі розчинний вуглекислий газ, розчиняють карбонати кальцію і виносять його у вигляді гідрокарбонату в річки й моря. Там СаСО3 іде на побудову скелету живих морських організмів, а після їх відмирання нагромаджується на дні морів. Разом з тим у теплих місцях гідрокарбонат розкладається й у вигляді середньої солі осідає на дні моря.
Кислотами карбонат і гідрокарбонат кальцію легко розкладається, наприклад:
СаСО3 + 2HCl = CaCl2 + Н2О + СО2
Са(НСО3)2 + 2HCl = CaCl2 + 2Н2О + 2СО2
При нагріванні карбонат кальцію, не плавлячись, розкладається з утворенням оксиду кальцію і діоксиду вуглецю:
СаСО3 = СаО + СО2
- Колір: білий або прозорий
- Блиск: немає
- Запах: немає
- Густина: 1,55 г/см³
- Температура плавлення/кипіння: 842 °C/1491 °C

## Природні форми

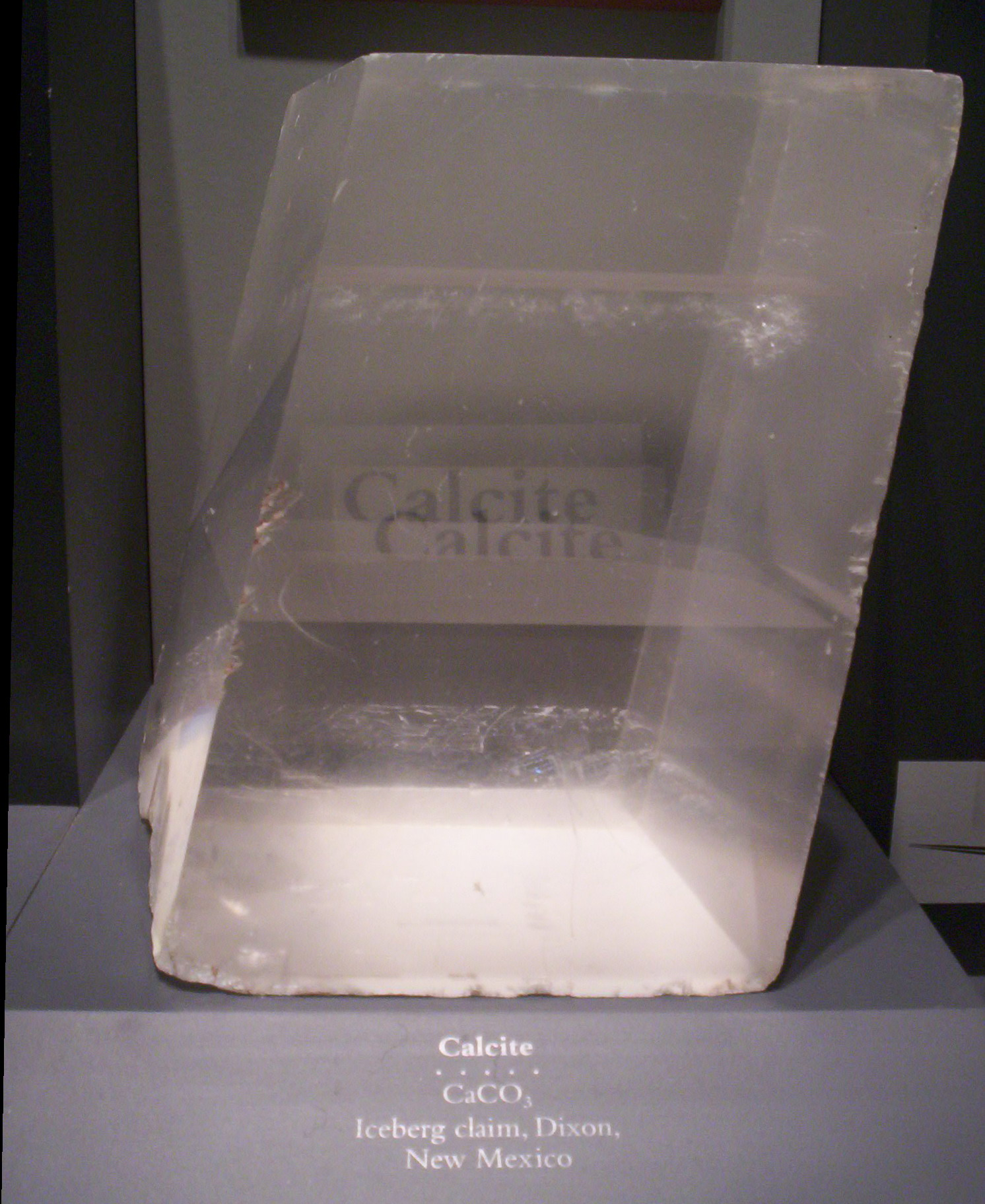
Кальцит
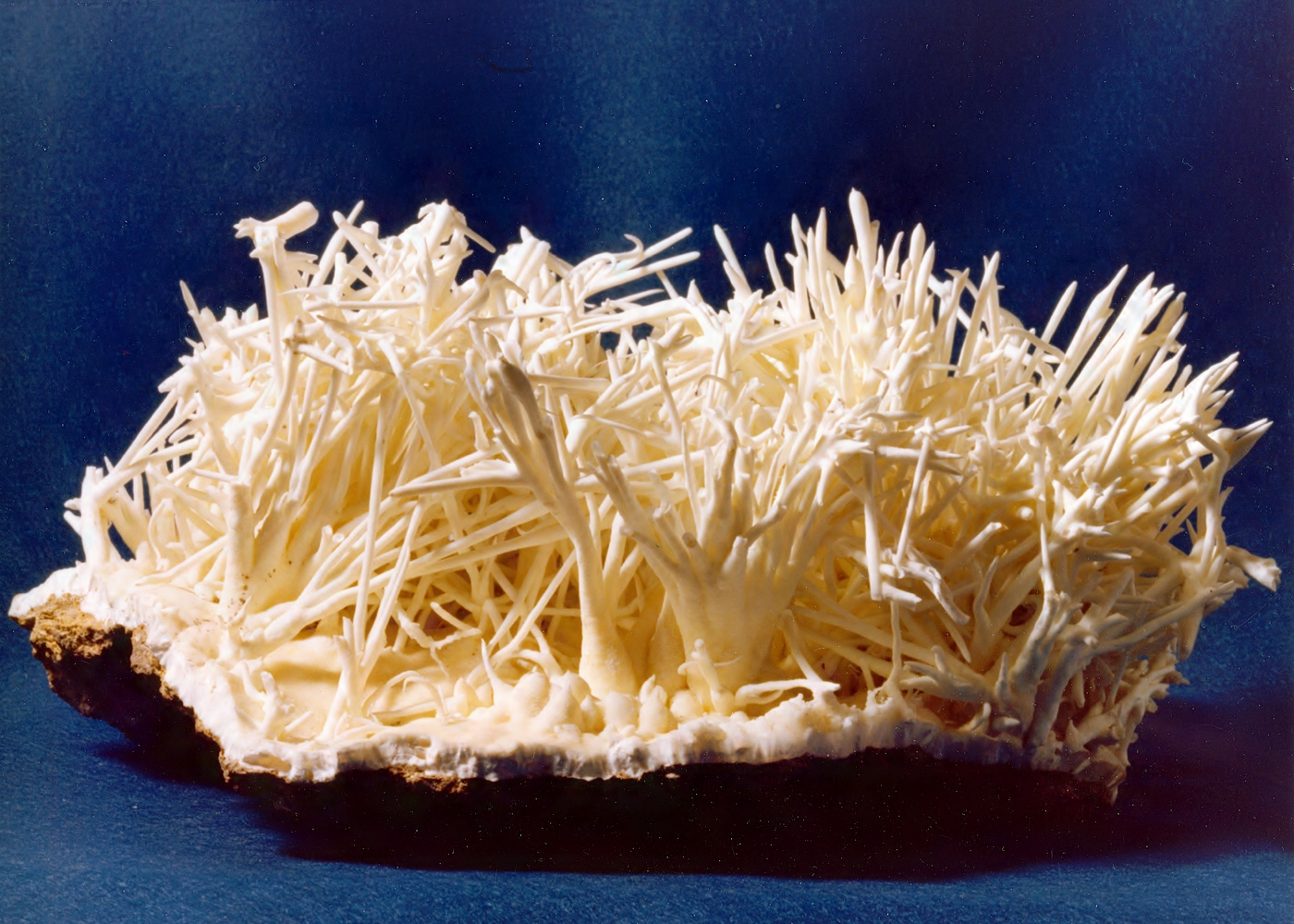
Арагоніт
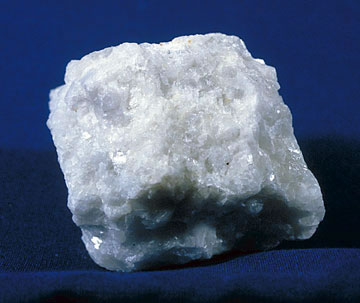
Мармур
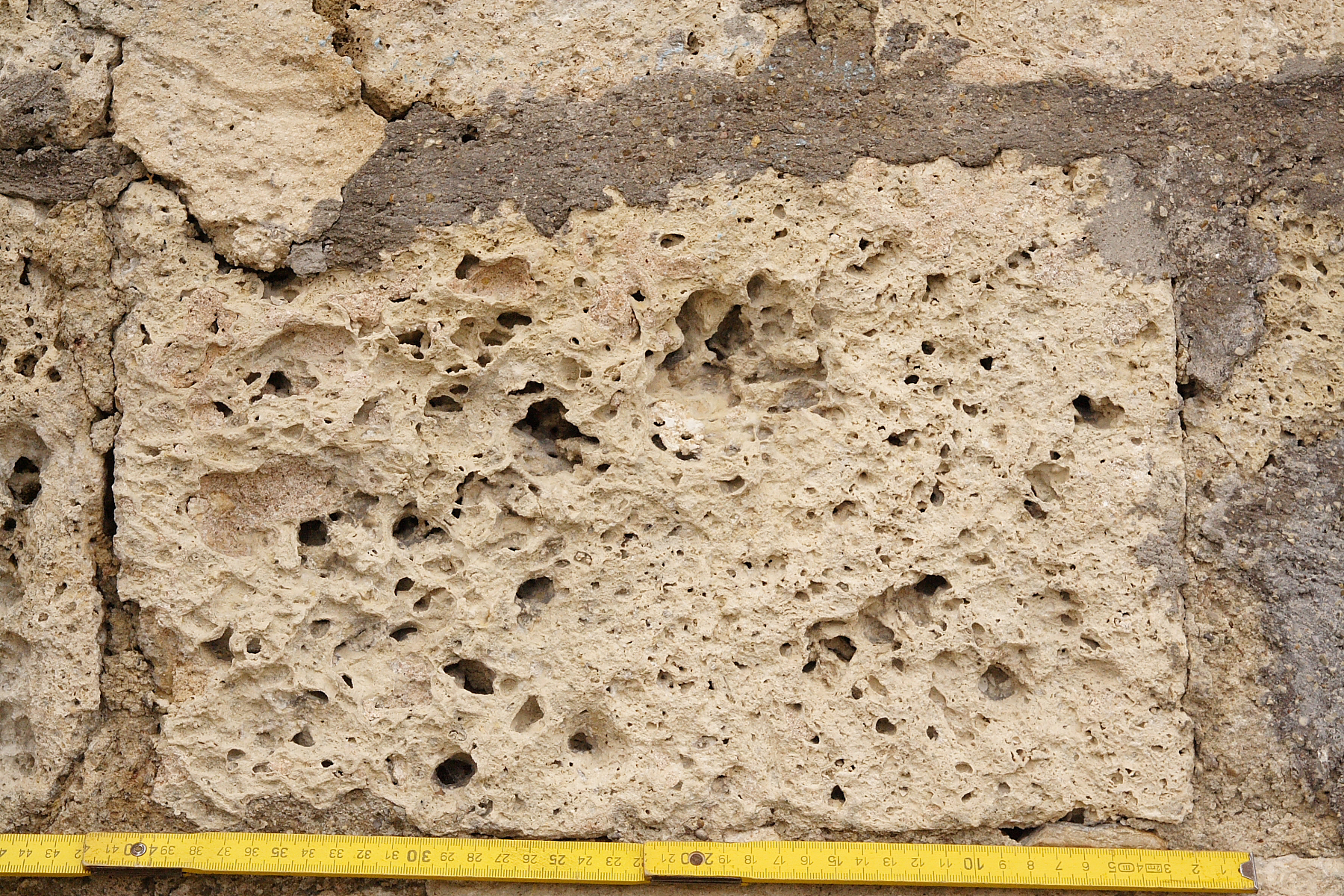
Травертин

## Зміна тривалості доби
У зв'язку з притяганням Місяця, видимим проявом чого є припливи, швидкість обертання Землі поступово зменшується. За сторіччя тривалість земної доби збільшується приблизно на 2 мілісекунди.
Зміну довжини дня протягом геологічного часу було перевірено експериментально, завдяки підрахунку кільцевих ліній у викопних коралів. Корали відкладають на своєму зовнішньому скелеті у вигляді кілець карбонату кальцію; циклічність відкладення кілець пов'язана як з денним освітленням, так і з періодичними сезонними змінами: в 1963 році американський палеонтолог Джон Вест Веллс (1907–1994) відкрив, що з кільцевих утворень на епітеке[що це?] коралів можна визначити кількість днів в році тієї епохи, коли ці корали жили. З огляду на зміну тривалості року і екстраполюючи назад в часі уповільнення швидкості обертання Землі завдяки впливу Місяця, можна також визначити тривалість доби в той чи інший геологічний період:
| Час         | Геологічний період | Число днів в році | Тривалість доби |
| ----------- | ------------------ | ----------------- | --------------- |
| Сьогодні    | Четвертичний       | 365               | 24 год          |
| 100 млн л.т | Юра                | 380               | 23 год          |
| 200 млн л.т | Перм               | 390               | 22,5 годин      |
| 300 млн л.т | Карбон             | 400               | 22 год          |
| 400 млн л.т | Силур              | 410               | 21,5 год        |
| 500 млн л.т | Кембрій            | 425               | 20,5 год        |

Щоб дізнатися тривалість доби до епохи виникнення коралів, вченим довелося вдатися до допомоги синьозелених водоростей. З 1998 року китайські дослідники Чжу Шісін, Хуан Сюегуан і Синь Хоутянь з Тяньцзіньського інституту геології і мінеральних ресурсів проаналізували понад 500 копалин строматолітів віком 1,3 мільярда років, що росли колись біля екватора, і похованих на горах Яньшань. Синьозелені водорості реагують на зміну світлого і темного часу доби напрямком свого зростання і глибиною кольору: вдень вони пофарбовані в світлі тони і ростуть вертикально, вночі мають темне забарвлення і ростуть горизонтально. За зовнішнім виглядом даних організмів, враховуючи швидкість їх росту і накопичені наукові дані по геології і кліматології, виявилося можливим визначити річний, місячний і щоденний ритми росту синьозелених водоростей. Згідно з отриманими результатами, вченими був зроблений висновок, що 1,3 мільярда років тому (в докембрійських епоху) земна доба тривала 14,91–16,05 годин, а рік складався з 546–588 днів. Звіт про дослідження був опублікований у Journal of Micropaleontology та привернув велику увагу як у країні, так і за кордоном.
Існують і противники цієї оцінки, що вказують що дані досліджень стародавніх приливних відкладень, субліторальних карбонічних фацій (тайдалітів), суперечать їй.
Згідно з новим міжнародним дослідженням, збільшення тривалості дня могло мати важливий вплив на характер і час насичення Землі киснем.
«Незмінне питання в науці про Землю полягає в тому, як атмосфера Землі отримала кисень і які чинники відбувалися під час оксигенації», — відзначив співавтор дослідження Грегорі Дік, геомікробіолог з Департаменту наук про Землю та довкілля Мічиганського університету.[джерело?]